# Erannis lariciaria
Erannis lariciaria är en fjärilsart som beskrevs av Scholz 1947. Erannis lariciaria ingår i släktet Erannis och familjen mätare. Inga underarter finns listade i Catalogue of Life.